# Darrell Fancourt
Darrell Louis Fancourt Leverson OBE  (8 de marzo de 1886-29 de agosto de 1953), conocido como  Darrell Fancourt, fue un bajo barítono y actor inglés, conocido por sus interpretaciones y grabaciones de las Savoy óperas.
Después de una breve carrera de concierto, Fancourt se unió a la compañía de opera D'Oyly Carte, donde protagonizó más de 10,000 actuaciones durante un periodo de 33 años hasta su muerte.  Interpretó regularmente unos diez papeles diferentes para la compañía durante estos años, incluyendo el Rey Pirata en Los Piratas de Penzance, Dick Deadeye en H.M.S. Pinafore, y el personaje principal en El Mikado, el cual interpretó más de 3,000 veces. Fancourt fue famoso por su estilo melodramático, creando la polémica risa de Mikado que más tarde fue adoptada por algunos de sus sucesores. Sus interpretaciones se conservan en diecinueve grabaciones de la compañía realizadas entre 1923 y 1950.

## Años tempranos
Fancourt nació como Darrell Louis Fancourt Leverson, el hijo menor de tres hijos de una familia judía en Kensington, Londres. Su padre, Louis George Leverson (1860–1909), era un comerciante de diamantes que había hecho una fortuna en Sudáfrica. Su madre, Amelia (Amy) de Symons (1865–1931), era "una joven artista inteligente y vivaz del tipo de comedia musical". Ambos eran amigos acérrimos de las artes. La hermana de su padre se casó con Brandon Thomas. Fancourt fue bautizado a la Iglesia de Inglaterra cuándo tenía catorce años .
Fancourt fue educado en la Escuela Bedford  y con un tutor privado en Alemania.  Continuó sus estudios vocales en Alemania con Lilli Lehmann. A su regreso a Inglaterra, ganó una beca para la Real Academia de Música. En la Royal Academy, estudió canto con el antiguo maestro de su madre, Henry Wood, y Alberto Randegger, y drama con Richard Temple, creador de muchos de los papeles de Saboya en los que Fancourt fue más tarde famoso. Mientras era estudiante, Fancourt actuó en producciones de ópera en la Academia, creando el papel de Tackleton, el comerciante de juguete, en la ópera de Alexander Mackenzie El Criquet en la Chimenea, e interpretando a Colas en Bastien de Mozart y Bastienne, y Benoit en La bohème. The Times lo pensó "divertido pero no notablemente musical" en el último.

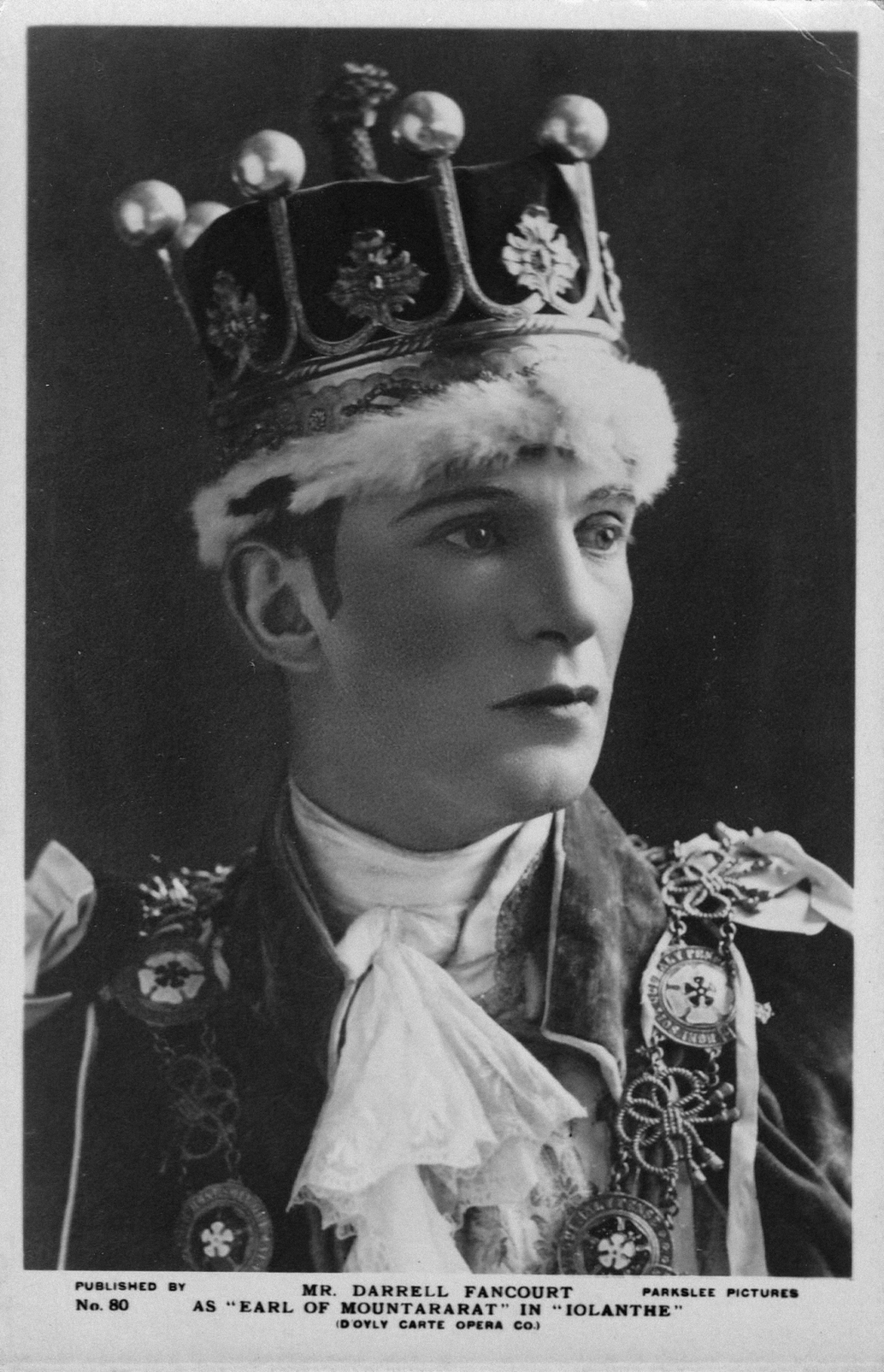
Fancourt como Lord Mountararat en Iolanthe

Incluso antes de completar sus estudios, Fancourt estaba construyendo una carrera de conciertos en Londres, las provincias británicas y el continente europeo. The Times dijo de un recital de Aeolian Hall en 1912, "El Señor Fancourt tiene algunos notas nobles en su voz, excepto cuándo lo fuerza ocasionalmente...Tod und das Mädchen de Schubert estaba notablemente bien caracterizado; era bastante mejor y lo convirtió en cosa de gran belleza." En la Primera Guerra Mundial, Fancourt  se ofreció como voluntario para el servicio militar y fue comisionado en el Regimiento de Londres como teniente. En 1917, mientras todavía servía en el ejército, Fancourt se casó con una hermosa cantante galesa, Eleanor Evans, en la iglesia de St Mark, Terraza Hamilton, Londres. Había sido compañera de estudios en la Real Academia. Después de regresar a vida civil en 1919, Fancourt cantó en una sola actuación del Prince Igor en Sir Thomas Beecham  en  Jardin Covent como el Príncipe Galitsky bajo la batuta de Albert Coates. Esta fue su única aparición profesional en una ópera magnífica, y su única experiencia de actuación pagada hasta ese momento. En el mismo año,  apareció como solista en los Conciertos de Henry Woods y en el oratorio en otros lugares de Londres.
Fancourt  se unió a la  D'Oyly Carte Opera Company en mayo de 1920 para suceder a Frederick Hobbs, quién había anunciado su decisión para dejar la compañía. Fancourt continuo para Hobbs como Mountararat en Iolanthe, Arac en Princess Ida y el personaje principal en El Mikado.  En junio de 1920, Hobbs se fue, y Fancourt se hizo cargo de bajo barítono incluyendo las partes anteriores, Dick Deadeye en H.M.S. Pinafore, el Rey Pirata en Los Piratas de Penzance, Coronel Calverley en Patience, Señor Roderic Murgatroyd en Ruddigore y Sargento Meryll en El Yeomen del Guardia. En 1921, cuándo Cox y Box y El Sorcerer fueron revividos, Fancourt agregó los papeles de Sargento Bouncer y Señor Marmaduke Pointdextre a su repertorio. También apareció como Usher en Prueba por Jurado en 1926, pero se pensó "simplemente sangriento" en el papel y pronto lo dejó caer. En 1921, su esposa, Eleanor Evans, se unió la compañía como corista, también interpretando algunos papeles de soprano principal más pequeños.  Ella fue apodada "Snookie" en la compañía; y, según su compañero D'Oyly Carte intérprete Derek Oldham, " ella era tan hermosa, ella era Snookie!  Todos nos enamoramos de ella, y le dimos a Darrell un tiempo ocupado manteniéndonos 'fuera'." Más tarde en la carrera de Fancourt, su esposa fue nombrada directora de escena de la compañía y directora de producciones.

## Últimos Años
Fancourt continuó interpretando la mayoría de los principales papeles de bajo-barítono para D'Oyly Carte hasta 1953.  La compañía actuó durante casi todo el año en repertorio durante estos 33 años, y Fancourt apareció en más de 10.000 actuaciones; interpretó el papel principal en The Mikado más de 3.000 veces. A lo largo de los años, actuó con la compañía en siete giras en Norteamérica. Conocido por su excelente dicción y técnica vocal, Fancourt fue un favorito de la audiencia durante su largo mandato.  "No solo posee un tono bajo aterciopelado resonante, sino que también tiene un vibrato relajado que es elegante." J. C. Trewin llamado Fancourt "el señor de Gilbert-and-Sullivan jugando. ... Fancourt es a la vez un buen cantante y, dentro de la convención de Saboya, un actor fino y alegre con el don de una personalidad dominante. La canción de Roderic 'When the night wind howls', como la canta Fancourt en el segundo acto de Ruddigore, está en el meridiano de esa ópera y es una de las glorias de Gilbert y Sullivan en el teatro contemporáneo."  El Times dijo más tarde, "nadie que lo haya oído olvidará su canto de 'Cuando el viento de la noche aúlla'.
Las opiniones difieren sobre el estilo melodramático de Fancourt en sus papeles, especialmente su interpretación de su papel más conocido, el del Mikado de Japón, y su famosa risa de Mikado. Frederic Lloyd, quien se unió a la D'Oyly Carte en 1951 y había estudiado la historia de la compañía, dijo a un entrevistador que Fancourt inventó su interpretación, preocupado porque los movimientos anteriores utilizados durante la canción de Mikado podrían ser tomados como una caricatura de Fagin. Según Lloyd, Fancourt había dicho que, debido a su origen judío, "no podía pasar por esos movimientos, me molestaría", y Lloyd informó que, cuando Fancourt mostró Rupert D'Oyly Carte y su director de escena J. M. Gordon su nuevo negocio para la canción, estaban encantados. Jessie Bond, que había interpretado Pitti-Sing en el estreno de 1885, no estaba impresionada: "¿Quién, quiero saber, pretendía que el Mikado se pavoneara como un loco, silbando sus líneas como una serpiente? ... El monstruo delirante que vemos tan a menudo ahora no es ni un poco como el suave y aceitoso Mikado creado [por el maestro de Fancourt, Richard Temple] en el Savoy" El Tiempo creyó que  "indudablemente pierde un trato bueno del Mikado  humor... Su 'humane Mikado' la escena es el que  parece para tener viajado más lejano del  esavoy'."  Una revisión posterior del Times comentó más favorablemente: "El señor Darrell Fancourt... puede (y lo hizo) añadir un aspecto aterrador a la benignidad de su manifiesto de castigo humano, y nos dejó preguntándonos cómo sus cuerdas vocales lograron funcionar normalmente después de esas expresiones de énfasis con las que puntuó sus párrafos." The Manchester Guardian elogió el enfoque fresco de Fancourt y agregó: "Él hace más de la canción de castigo-ajuste-el-crimen de lo que podemos recordar haber visto de cualquier otro actor." The Manchester Guardian elogió el enfoque fresco de Fancourt y agregó: "Él hace más de la canción de castigo-ajuste-el-crimen de lo que podemos recordar haber visto de cualquier otro actor." The Pall Mall Gazette dijo: "El señor Fancourt ha reconocido que la gente puede hacer con una 'emoción' en estos días de Grand Guignol. Así que nos ha dado un Mikado que realmente cuaja la sangre, con una voz como un martillo de vapor aplastando lentamente una tonelada de nueces de Brasil, y una composición de horrible villanía, y una risa diabólica y gorgoteante, que debe escucharse para ser apreciada." Otro crítico describió el sonido de la risa de Fancourt como "un dragón levantando vapor". Con respecto a la representación de Fancourt del Rey Pirata, el actor Henry Lytton le dijo a un entrevistador: "El Rey debe ser un pirata de libro de historias, no uno real y con sed de sangre. Pero así es como lo juega el Sr. Fancourt".
Fancourt era un fanático del cricket, un ávido golfista y un buen jugador de bridge y era popular entre sus colegas. A finales de la década de 1940, su salud comenzó a fallar, y en 1950 abandonó el papel de Mountararat. En su último año, continuó actuando aunque estaba muy enfermo.  Fancourt recibió la OBE en junio de 1953 en los Honores de Coronación poco después de anunciar su próximo retiro. The Illustrated London News comentó: "Será la mayor pérdida para el profesional Gilbert-and-Sullivan desde que Henry Lytton se retiró ... Además de su voz y presencia, tiene el don inestimable de atacar. Verlo atacar El Mikado es ver la marea alta inundando la playa: es una oleada irresistible."  Fancourt estaba demasiado enfermo para hacer su aparición final programada, y como último gesto le pidió a un amigo que llevara su maquillaje a su sucesor, Donald Adams.
Fancourt murió en agosto de 1953 a la edad de 67 años, 33 días después de su última actuación.

## Grabaciones
Fancourt participó en diecinueve grabaciones de D'Oyly Carte entre 1923 y 1950 en los siguientes papeles: Mountararat (1922, compartido con Peter Dawson, y 1930), Dick Deadeye (1922, compartido con Frederick Hobbs, 1930 y 1949), Sir Roderic (1924, 1931 y 1950), Arac (1925 y 1932), Coronel Calverley (1930 y 1952), Sir Marmaduke en un Hechicero abreviado (1933), el Mikado (1926, 1936 y 1950), el Rey Pirata (1931 y 1950), y el Sargento Meryll (1950). También cantó el papel principal en una emisión de radio de 1926 de la BBC de The Mikado y apareció en una película promocional muda de cuatro minutos hecha del D'Oyly Carte Mikado en 1926..
Se puede ver una fotografía de los colegas de Fancourt y D'Oyly Carte con el enorme cuerno de grabación utilizado en el proceso de grabación acústica aquí.